# Кроаро
Кроаро (фр. Croixrault) насеље је и општина у североисточној Француској у региону Пикардија, у департману Сома која припада префектури Амјен.
По подацима из 2011. године у општини је живело 441 становника, а густина насељености је износила 49,22 становника/km². Општина се простире на површини од 8,96 km². Налази се на средњој надморској висини од 183 метара (максималној 187 m, а минималној 111 m).

## Демографија
| 1962. | 1968. | 1975. | 1982. | 1990. | 1999. | 2011. |
| ----- | ----- | ----- | ----- | ----- | ----- | ----- |
| 324   | 372   | 351   | 365   | 356   | 355   | 441   |

График промене броја становника у току последњих година